# Saint-Pompon
Saint-Pompon is een gemeente in het Franse departement Dordogne (regio Nouvelle-Aquitaine). De gemeente telt 405 inwoners (1999) en maakt deel uit van het arrondissement Sarlat-la-Canéda.

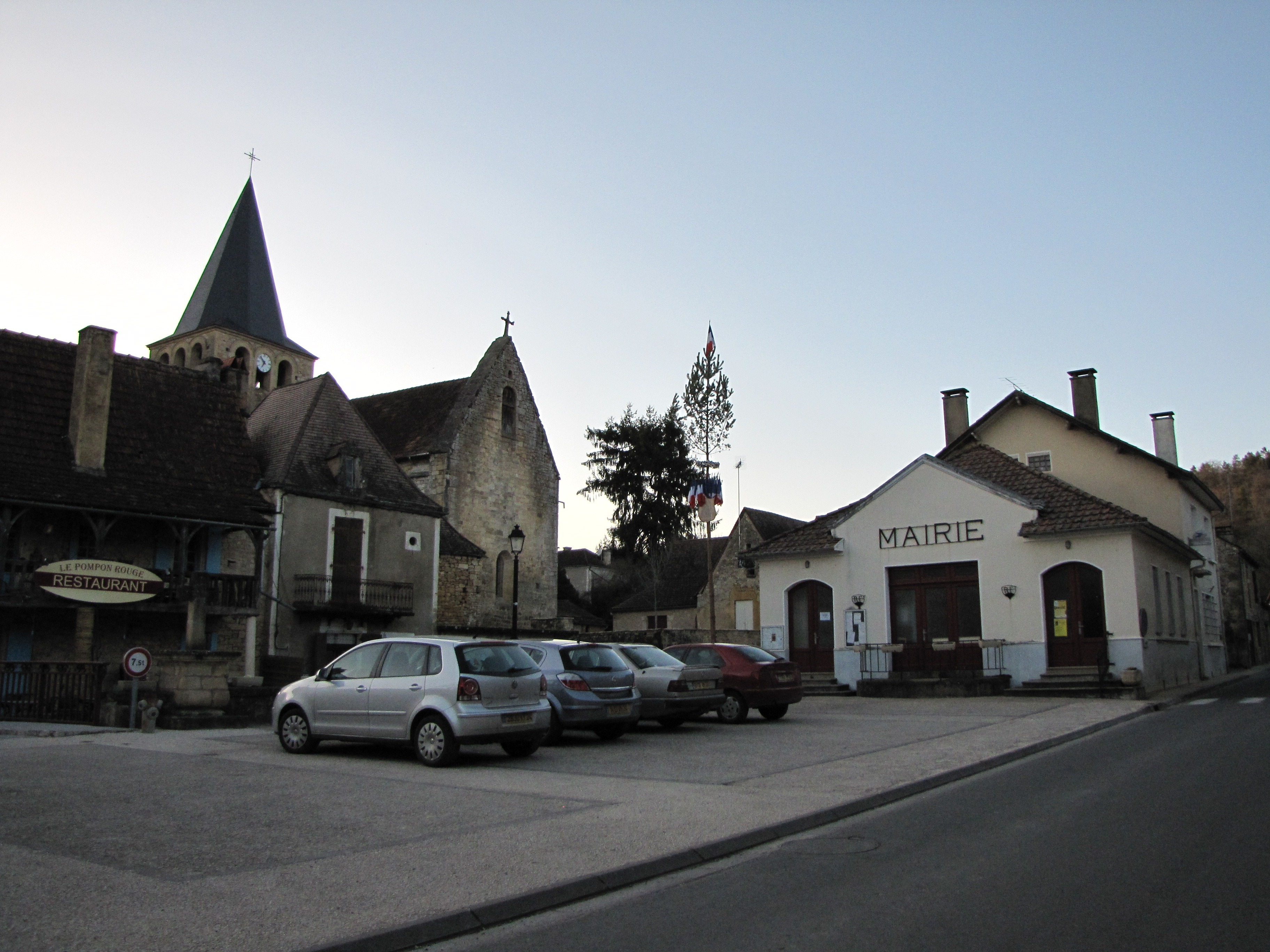
Saint-Pompont
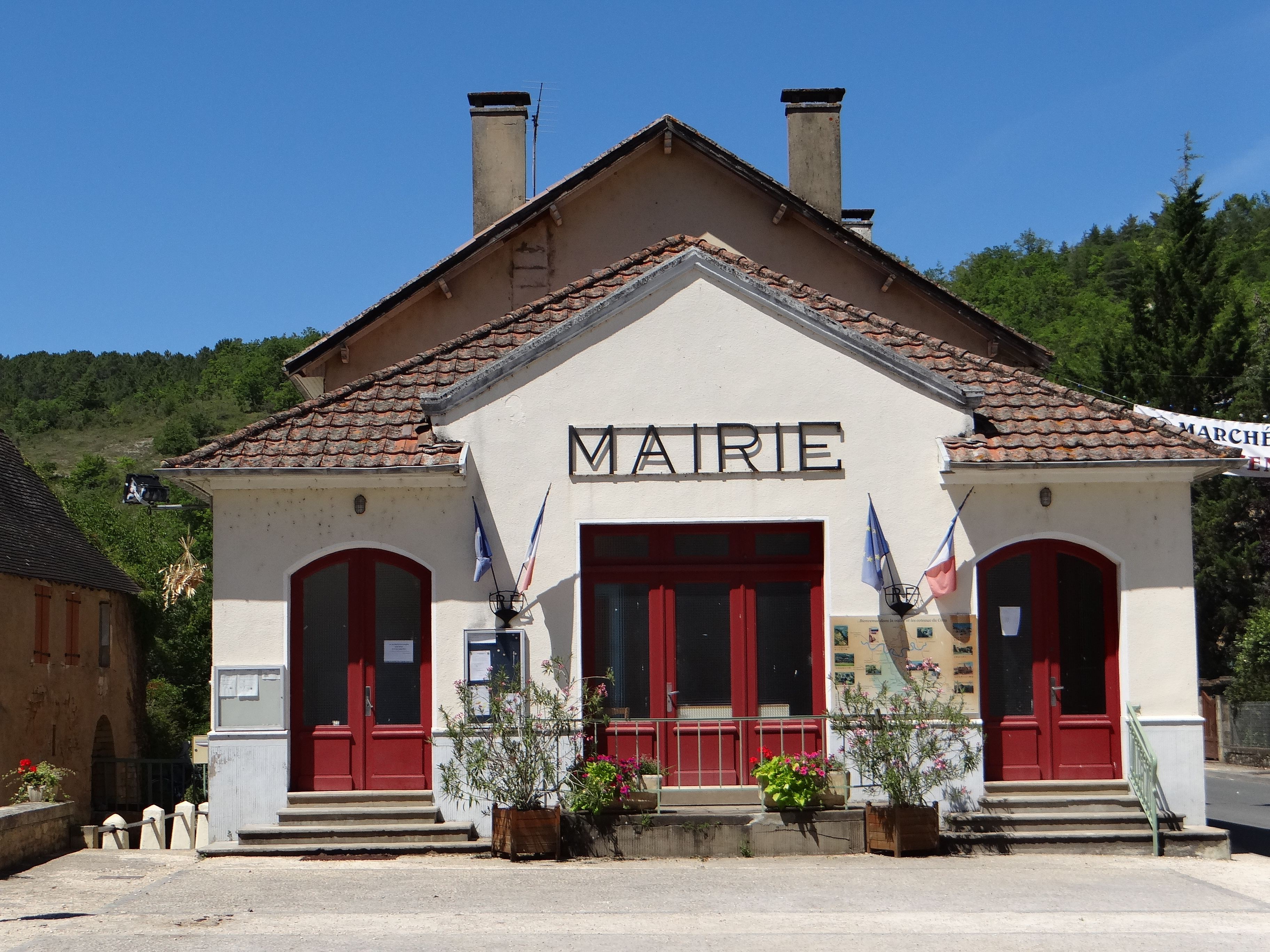
Gemeentehuis

## Geschiedenis
Op 1 januari werd de spelling van de gemeentenaam officieel gewijzigd van Saint-Pompont naar Saint-Pompon.

## Geografie
De oppervlakte van Saint-Pompon bedraagt 28,3 km², de bevolkingsdichtheid is 14,3 inwoners per km².
De onderstaande kaart toont de ligging van Saint-Pompon met de belangrijkste infrastructuur en aangrenzende gemeenten.

## Demografie
Onderstaande figuur toont het verloop van het inwonertal (bron: INSEE-tellingen).